# Efecto fotocromático

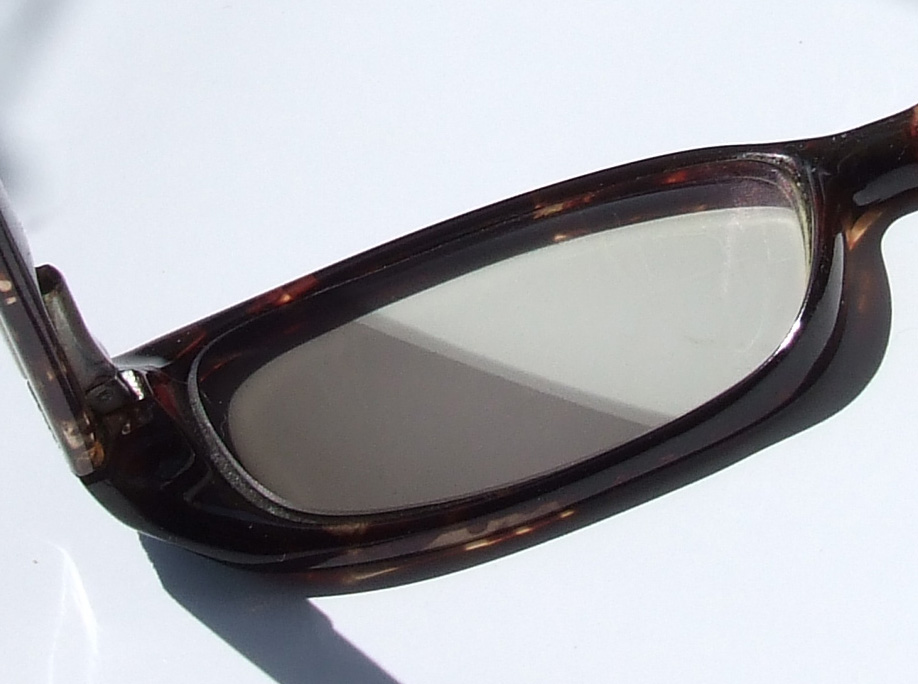
Una lente fotocromática, luego de exponerse al sol con parte del lente cubierto por papel

El efecto fotocromático se define como una transformación reversible de una especie química entre dos estados A y B, los cuales tienen diferentes espectros de absorción. Esta transformación es inducida en una o ambas direcciones por la radiación electromagnética. La reacción inversa puede ser inducida por radiación electromágnetíca y/o calor. En inglés se denomina photochromism.
Éste hace más oscuro ciertos materiales transparentes cuando percibe la luz directa del sol o de una fuente lumínica. Los lentes fotocromáticas son muy utilizadas para evitar la llegada de luz a los ojos en exceso.
Los vidrios fotocromáticos son mucho más caros que los vidrios de lentes normales. Usualmente son recomendados para el uso en personas mayores cuya retina no está acostumbrada a cambios drásticos de luz o para personas que deben usar lentes durante todo el día. Desde un punto de vista químico se trata de una reacción reversible, los compuestos que absorben la luz y los que la dejan propagar a través de ellos. De forma trival se podría decir que se produce un cambio reversible de color al pasar la luz. El fenómeno fue descubierto a finales de la década de 1880, gracias a los trabajos de Markwald, que fue quien estudió el cambio reversible de color de las sustancia 2,3,4,4-tetracloronaftaleno-1(4H)-uno es estado sólido. Él mismo tildó a este fenómeno de "fototropía" , y la denominación continuó empleándose hasta que en la década de 1950 cuando el científico Yehuda Hirshberg del centro Weizmann Institute of Science en Israel propuso el término más adecuado de "fotocromismo".

## Características
El fotocromismo no posee una definición rigurosa y científica, pero se ha descrito desde sus primeras evidencias como una especie de reacción fotoquímica reversible donde la banda de absorción en la parte visible del espectro electromagnético cambia dramáticamente de intensidad o de longitud de onda. En muchos casos la banda de absorbancia es presente sólo de una forma. El grado de cambio requerido para que una reacción fotoquímica sea definida como "fotocrómica" es que es notado por el ojo humano como un cambio de contraste, pero en esencia no hay línea divisoria entre las reacciones fotocrómicas y las fotoquímicas. Por lo tanto mientras la isomerización trans-cis isomerization del azobenzeno es considerada una reacción fotocrómica, la reacción análoga de stilbeno no lo es. Desde que el fotocromismo se considera un caso especial de una reacción fotoquímica, se puede ver que casi cualquier reacción fotoquímica puede ser una reacción fotocrómica con un adecuado diseño molecular. Uno de los procesos químicos más habituales son las reacciones pericíclicas, isomerización cis-trans, la transferencia de hidrógeno intramolecular, las transferencias intramoleculares de grupo, los procesos de disociación y los procesos de transferencia electrónica (oxidación-reducción).
Otro requisito arbitrario del fotocromismo es que requiere que dos estados de una molécula sean térmicamente estables bajo las condiciones ambientales de un plazo de tiempo razonable. Al mismo tiempo, el nitrospiropirina (que retro-isomeriza en la oscuridad durante ~ 10 minutos a temperatura ambiente) es considerado fotocromático. Todas las moléculas fotocromáticas que retro-isomerizan a su forma más estable a una cierta velocidad, y este proceso puede ser a velocidades mayores cuanto mayor sea la temperatura. Por lo tanto, existe una estrecha relación entre fotocromatismo y los compuestos termocrómicos. La escala temporal de isomerización es importante para las aplicaciones, y pueden ser diseñadas molecularmente. Los compuestos fotocromáticos considerados como "estables térmicamente" incluyen algunos diariletenos, que no retro-isomerizan, incluso después de haber sido calentados a temperaturas de 80 °C durante 3 meses.
Como los cromóforos fotocrómicos son una especie de tintes, y operan de acuerdo con reacciones bien conocidas, la ingeniería molecular que se necesita para diseñarlas es relativamente fácil mediante ciertos modelos conocidos, los cálculos realizados mediante mecánica cuántica, y experimentación. En particular se toma atención al ajuste de las bandas de absorbancia de una parte particular del espectro así como la estabilidad térmica del material.

## Aplicaciones

### Gafas de sol
Una de las aplicaciones más populares de los materiales fotocromáticos es el diseño de lentes fotocromáticas para gafas de sol; una de las limitaciones que ha tenido esta tecnología es que los materiales fotocromáticos no son estables cuando se someten a la luz solar durante periodos prolongados de tiempo. La velocidad de cambio de estos materiales es un criterio de calidad de las lentes; en la actualidad se han descubierto polímeros con capacidades de cambio más rápidas que las empleadas en los primeros tiempos. Algunas spirooxazinas con polímeros de siloxano se suelen añadir a las lentes rígidas para acelerar este proceso de viraje.

### Química supra molecular
Las unidades fotocromáticas se han empleado extensivamente en la química supramolecular. Su habilidad para dar la posibilidad de reversibilidad a los efectos de la luz, es una especie de ingeniería molecular capaces de realizar interruptores moleculares capaces de controlar las reversibilidades de las reacciones moleculares controladas por enzimas en estados "on" y "off". 

### Almacenamiento de datos
La posibilidad de emplear compuestos fotocromáticos para almacenamiento de datos, la idea fue sugerida inicialmente en 1956 por Yehuda Hirshberg. Desde entonces se han realizado muchas investigaciones tanto en las zonas académicas como empresariales, particularmente en el área de discos ópticos tridimiensionales, lo que promete discos que guarden terabytes de datos.

### Investigaciones recientes
Las investigaciones recientes sobre las reacciones fotocrómicas se aplican en la industria de los juguetes, la cosmética, trajes, etc. Estas investigaciones realzan las investigaciones realizadas sobre los colores en compuestos químicos tales como pigmentos.